# Arco largo

## Historia

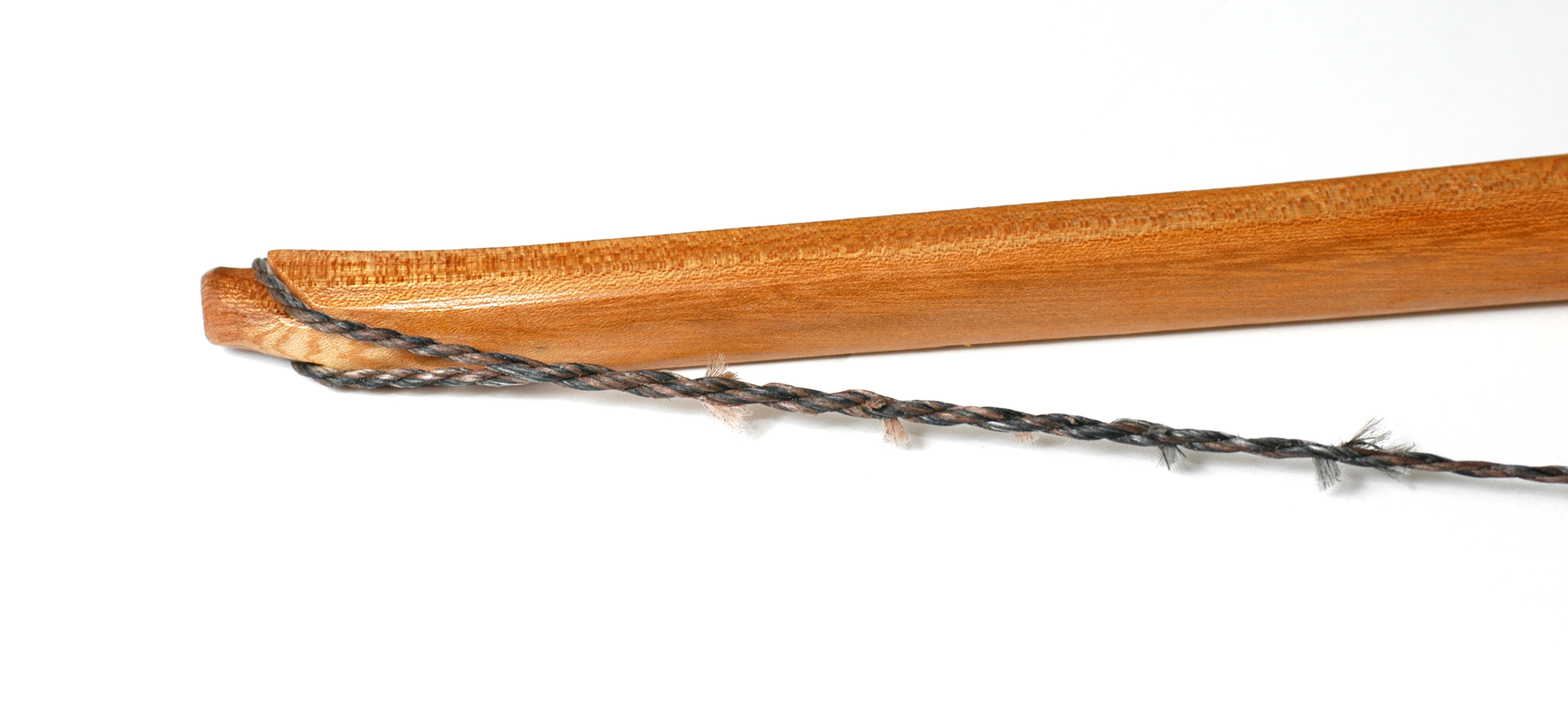
Un arco largo hecho de olmo.

Este tipo de arco ha sido empleado militarmente y para la caza  por muchas culturas a lo largo de la Historia del mundo. Aunque hoy en día no es el tipo de arco más utilizado, todavía se usa en ocasiones para la caza y para la práctica recreativa o competitiva de tiro con arco.
Los arcos largos fueron construidos de diferentes tipos de maderas. En Europa datan del período Paleolítico. Desde el período de la edad de bronce, los arcos largos se hicieron principalmente de madera de tejo. Históricamente, el arco largo está hecho de madera, pero modernamente también se puede hacer a partir de otros materiales o ensamblando diferentes tipos de madera juntos. La cuerda del arco largo estaba normalmente hecha de cáñamo, lino o seda y fijada al arco a través de un encaste hecho de madera, cuerno de venado o de metal (bronce o hierro).
El primer ejemplo conocido de arco largo se encontró en 1991 en los Alpes de Ötztal entre los enseres junto a una momia natural conocida como Ötzi. Su arco estaba hecho de tejo y medía 1.82 metros (72 pulgadas) de largo; el cuerpo data de alrededor del año 3,300 aC, También se encontró otro arco hecho de tejo dentro de una mina de turba en Somerset, Inglaterra, de entre los años de 2700 a 2600 a. C. Se han descubierto cuarenta arcos largos en una turbera en Nydam, Dinamarca, que data del siglo IV d. C.. En la Edad Media, los galeses y los ingleses eran famosos por sus arcos largos, muy potentes, usados en forma masiva contra los franceses en la Guerra de los Cien Años, con notable éxito en las batallas de Crécy (1346), Poitiers (1356). ), y Agincourt (1415).

## Diseño y construcción

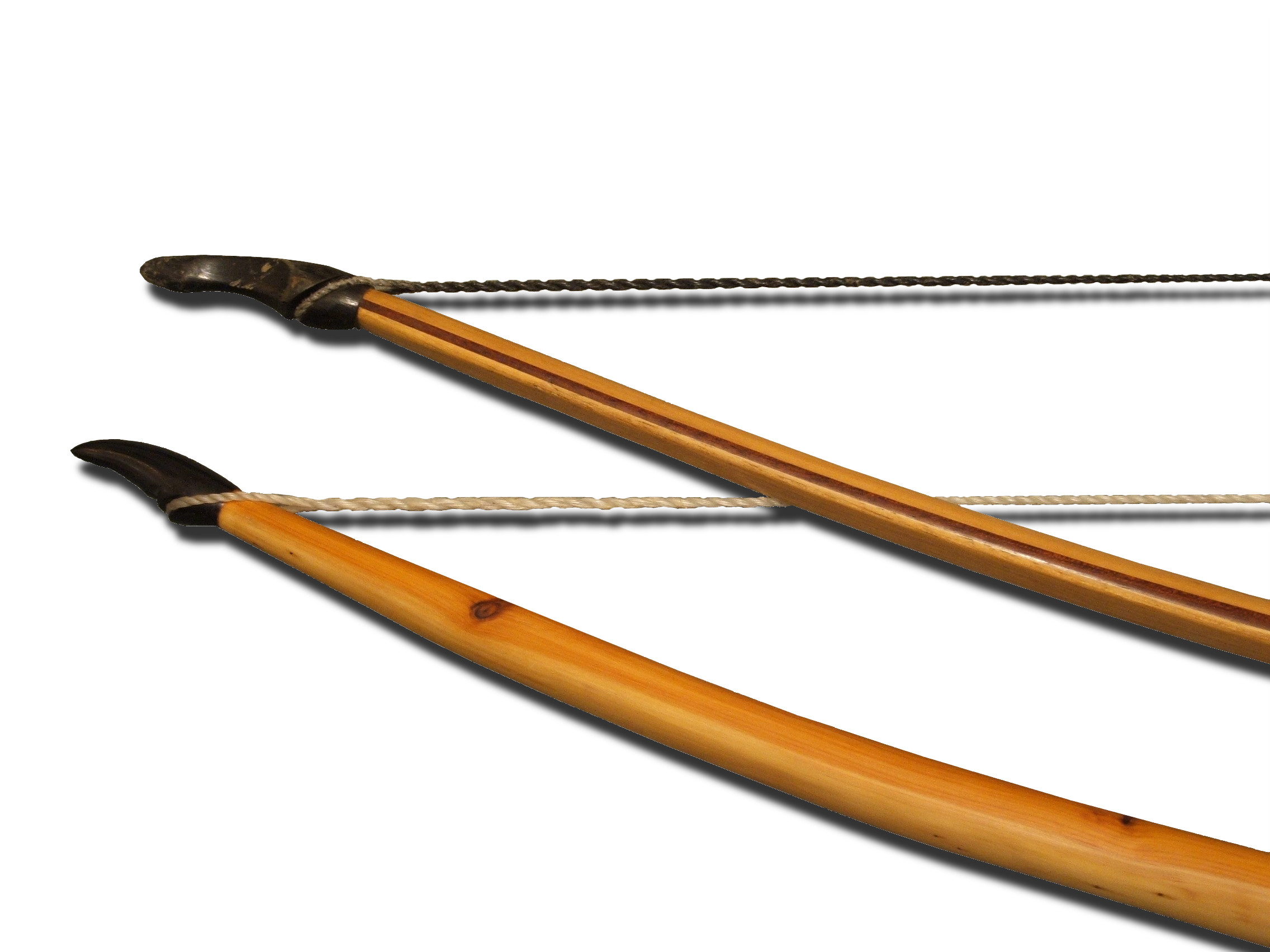
Parte superior: arco laminado de nogal.Parte inferior: arco de tejo.

El arco largo en el pasado estaba hecho de una sola pieza de madera natural como tejo, fresno o boj; los arcos largos modernos también se pueden hacer con otros materiales o pegando diferentes tipos de madera. 
Debido a que el arco largo se puede hacer de una sola pieza de madera, se puede hacer de forma relativamente fácil y rápida. Los aficionados de hoy en día pueden hacer un arco largo en unas diez o veinte horas, mientras que los de gran habilidad, como los que produjeron arcos largos ingleses medievales, pueden hacer arcos largos de madera en unas pocas horas. Uno de los diseños más simples de arco largo se conoce está hecho de una sola pieza de madera. Los arcos largos ingleses tradicionales son arcos de madera de tejo.
El arco se corta del radio del árbol, de modo que la albura (en el exterior del árbol) se convierte en la parte posterior y forma aproximadamente un tercio del grosor total; los dos tercios restantes más o menos es duramen (50/50 es aproximadamente la proporción máxima de albura / duramen generalmente utilizada). El tejo de la albura es bueno solo en tensión, mientras que el duramen es bueno en compresión. Sin embargo, se deben hacer compromisos al hacer un arco largo de tejo, ya que es difícil encontrar el tejo perfecto sin manchas. La demanda de telas de arco de tejo era tal que a finales del siglo XVI, los tejos maduros estaban casi extintos en el norte de Europa. Hay otras maderas deseables, como la de naranjo de Osage y la de las moreras,

## Arco largo inglés

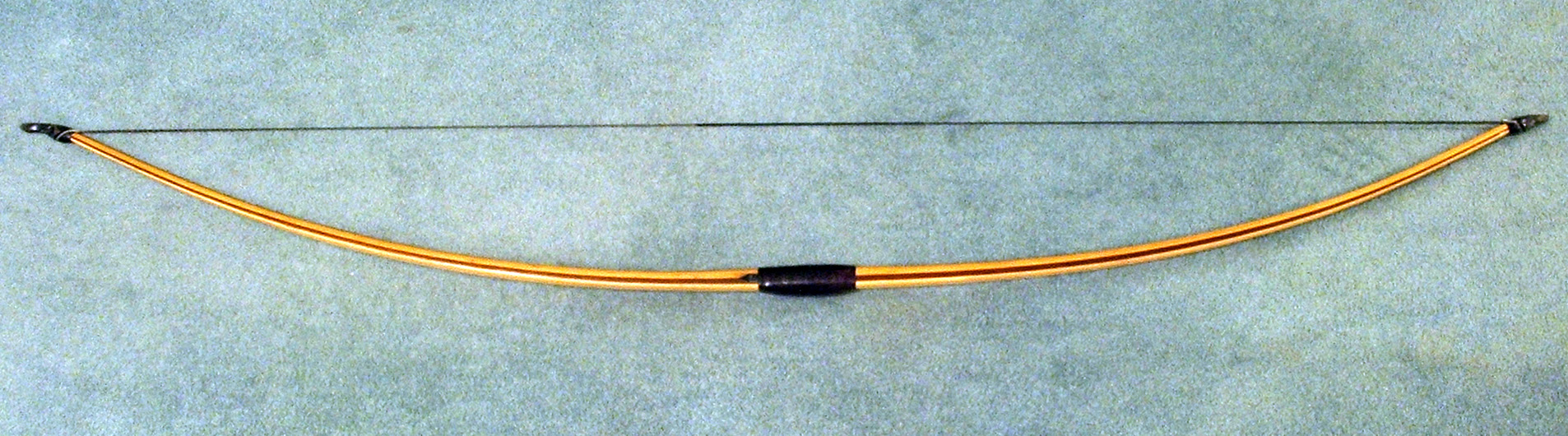
Una réplica moderna de un arco largo de madera de tejo

El ejemplo más famoso de arco largo es el arco largo inglés, tradicionalmente hecha de maderas como el roble , el tejo, el fresno y el olmo y utilizado por el ejército británico con gran efecto en la Guerra de los Cien Años. A poca distancia, la flecha podía ser apuntada directamente a un blanco concreto, y era capaz de penetrar en cota de malla y hasta armaduras de placas ligeras en ese momento. Para distancias más largas, los arqueros soltados en los proyectiles de aire que eran una trayectoria curva a las formaciones enemigas, haciendo que el arco largo, en algunos aspectos, algo similar a la artillería de la era moderna. Las flechas de la fuerza de penetración arco largo perdido siendo utilizados en esta manera, eficaz contra infantería ligera, pero hay informes de jinetes montando a caballo cuyos muslos fueron atravesados por flechas.
Ese tipo de arco fue usado hasta la época de la guerra civil inglesa, pero fue sustituido en muchos casos por el sobre todo debido a los muchos años de duro entrenamiento necesarios para disparar con el arco largo, incluso si el arco tenía una capacidad de conseguir altas tasas de disparo, de 5 a 10 flechas en 30 segundos para sólo un tiro de mosquete durante un mismo período. El arco, en manos de un arquero experimentado, era sin duda mucho más preciso que el mosquete, y tenía hasta un alcance mayor. El mosquete, como la ballesta, podía ser utilizado relativamente con poco entrenamiento y tenía la ventaja psicológica de producir fuego, humo y estruendos en abundancia cuando se disparaba, además de ser mucho más potente y penetrar una armadura con facilidad.

## Legado
El arco largo y su significado histórico, surgido de su uso, por parte de los indios nativos americanos como de su uso efectivo por parte de los ingleses y los galeses durante la Guerra de los Cien Años, han creado un legado duradero para el arco largo, que ha dado su nombre a elementos de equipo militar moderno, entre otros:
- El AH-64D Apache Longbow, un helicóptero de ataque;
- El AGM-114L Longbow Hellfire, un misil aire-tierra;
- El Dakota Longbow T-76, un rifle de francotirador.

Las organizaciones que realizan competiciones de tiro con arco han establecido definiciones formales para las distintas clases; muchas definiciones del arco largo excluirían algunos ejemplos medievales, materiales y técnicas de uso. Algunos clubes de tiro con arco en los Estados Unidos clasifican los arcos largos simplemente como arcos con cuerdas que no entran en contacto con sus extremidades. De acuerdo con la British Longbow Society, el arco largo inglés se hace de modo que su grosor sea al menos 5 ⁄ 8 (62.5%) de su ancho, como en los arcos victorianos, y sea más ancho en el mango. Esto difiere del arco largo medieval, que tenía un grosor entre el 33% y el 75% del ancho. Además, el arco largo victoriano no se dobla en toda la longitud, al igual que el arco largo medieval.